# Laguna de Bezas
La laguna de Bezas es la laguna más grande de la sierra de Albarracín. Se extiende por los términos municipales de Bezas y de Albarracín, dentro del Paisaje Protegido de los Pinares de Rodeno. Presenta una vegetación lacustre condicionada por las importantes fluctuaciones del nivel del agua.  

## Toponimia e historia
El rey Jaime II de Aragón hizo una mojonación entre Albarracín y Teruel el 13 de octubre de 1308. En el texto se menciona una laguna negra, tildada de balsiella:

...de poca cantidat de tierra e de agua replegadiza que en tiempo sereno puede durar poco más de seis u ocho días, antes vulgarment se dize que la dita balsiella es rebolcadero de cieruos e souadero de puercos monteses.

En 1481 un texto habla de las rutas trashumantes que pasaban cerca de la laguna, llamada entonces Laguna el Infante:

en canto de passo que entra de la Laguna el Infante lieco fata lo lieco de cabeça Daroca es de ançho el dito paso desde el susodicho mojón de ensomo de ditto varranco de donia Justa fasta el carril que viene de la laguna e traviesa la hombría abaxo fasta la senda de Villel, e ay de ancho dozienttas sesenta pasadas…

## Flora y vegetación
En el fondón crecen extensiones de Potamogeton sp (que le da una coloración especial), además de otras especies típicas de humedales como Myriophyllum spicatum, Nitella sicatum y Chara sp. En los márgenes crece una banda de juncos mediterráneos.

## Fauna
La laguna es lugar de nidificación de Fulica atra y tiene presencia de Tachybaptus ruficollis, Anas platyrhynchos y algún ardeido. Ocasionalmente se observan Fulica cristata y Ciconia nigra.